# Presa San Rafael
La Presa San Rafael denominada oficialmente como Proyecto Hidroeléctrico San Rafael es una presa reguladora para la prevención de inundaciones y control de aguas pluviales en construcción, que se encontrará en el cauce del Río Grande de Santiago entre los municipios de Santiago Ixcuintla y Del Nayar, Nayarit, tiene un volumen de 26 millones de metros cúbicos. Junto a las presas hidroeléctricas de Aguamilpa, El Cajón, La Yesca y Santa Rosa, forma un vaso regulador de control volumétrico a lo largo del río Grande de Santiago.